# Shane Paul McGhie
Shane Paul McGhie (Los Angeles, Califórnia), é um ator americano com descendência jamaicana. Ele é conhecido pelo papel de Jude Leland na série Sacred Lies.

## Biografia
Nascido em Los Angeles, [[]] e filho de pais jamaicanos.

## Carreira
McGhie desde da infância tinha o desejo de estar no palco e na frente das câmeras. Na mera de seus 4 anos, McGhie já estava praticando seus discursos do Oscar no sofá da sua casa e sua audiência eram seus ursos de pelúcia. A paixão de McGuie por atuar cresceu no ensino médio, quando ele recebeu treinamento da Beverly Hills High School Theatre Arts Department de Herb Hall, Joel Pressman e Josh Bytchart. McGhie também recebeu treinamento vocal clássico como ele estava em Madrigals (coro avançado) e foi lançado em musicais. Em seu último ano na Beverly, McGhie subiu ao palco no papel principal de Twvye em '' Fiddler on the Roof''.
Depois de se formar em junho de 2011, ele estudou na Cal State Northridge durante um ano enquanto seguia sua carreira de ator. Ele então se transferiu para a Universidade do Sul da Califórnia (USC), onde se formou em Administração de empresas em 2016.
Em 2017, McGhie foi escalado para interpretar Jude Leland na série ''Sacred Lies''. Em maio de 2018, foi escalado para a comédia da Paramount Pictures ''Do que os homens gostam'' estrelado pela Taraji P. Henson. Em julho de 2018, foi escalado para interpretar o estudante universitário Landon Gibson, adaptação do romance literário ''After''.

## Filmografia

### Cinema
| Ano  | Filme         | Papel          | Notas                        |
| ---- | ------------- | -------------- | ---------------------------- |
| 2014 | Kisstory      | Jake           | curta metragem               |
| 2015 | Victor        | Spike          | Longa metragem               |
| 2017 | Blue Room     | Nate           | curta metragem               |
| 2017 | Broke Lovers  | Chris Hart     | curta metragem               |
| 2018 | Foster Boy    | Jamal Randolph | pós produção /longa metragem |
| 2019 | What Men Want | Jamal Barry    | pós produção/longa metragem  |
| 2019 | After         | Landon Gibson  | pós produção/longa metragem  |

### Televisão
| Ano  | Título            | Papel          | Ano         |
| ---- | ----------------- | -------------- | ----------- |
| 2017 | Rebel             | Carlton Silver | 1 episódio  |
| 2017 | Mentes Criminosas | Hunter         | 1 episódio  |
| 2017 | Shameless         | Jude Toussaint | 1 episódio  |
| 2018 | Sacred Lies       | Jude Leland    | 4 episódios |